# Ofício de Defuntos
O Ofício de Defuntos ou Ofício dos Fiéis Defuntos (em latim, Officium Defunctorum) é um ciclo de oração das Horas Canônicas na Igreja Católica, Igreja Anglicana e Igreja Luterana, dito para o repouso da alma de um falecido. É a leitura apropriada no Dia de Finados (normalmente 2 de novembro) para todas as almas no Purgatório, e pode ser um ofício votivo em outros dias quando dito para um falecido em particular. A obra é composta por diversos salmos, escrituras, orações e outras partes, divididos em Ofício de Leituras, Laudes, Hora média, Vésperas e Completas.